# خوانان كاسانوفا
خوانان كاسانوفا (بالإسبانية: Juanan)‏ (27 أبريل 1987 ميورقة إسبانيا - ) هو لاعب كرة قدم إسباني، يلعب كمدافع.

## وصلات خارجية
خوانان كاسانوفا على موقع قاعدة بيانات كرة القدم.إي يو (الإنجليزية)
- خوانان كاسانوفا على موقع بيانات كرة القدم. دي إي (الألمانية)
- خوانان كاسانوفا على موقع Soccerbase.com (لاعب) (الإنجليزية)
- خوانان كاسانوفا على موقع Soccerway.com (الإنجليزية)
- خوانان كاسانوفا على موقع AS.com (الإسبانية)